# Copa de la Liga Profesional 2021
La Copa de la Liga Profesional de Fútbol Argentino 2021 è stata la seconda edizione dell'omonima coppa nazionale argentina organizzata dalla Liga Profesional de Fútbol Argentino.
Iniziata il 12 febbraio 2021, la sua fine prevista nel maggio seguente stata posticipata a giugno per via del peggioramento della situazione sanitaria dovuta alla pandemia di COVID-19. Semifinali e finale sono state disputate rispettivamente il 31 maggio ed il 4 giugno.

## Formula
A questa competizione prendono parte le 24 squadre della Primera División 2019-2020 più le due neopromosse che prenderanno parte alle successiva edizione della massima divisione argentina (Sarmiento (J) e Platense).
Il torneo prevede una fase a gironi ed una successiva ad eliminazione diretta.

## Sorteggi
I sorteggi hanno avuto luogo il 3 febbraio 2021 all'Hotel Hilton di Buenos Aires; le squadre sono state divise in due gruppi tenendo conto delle tredici classiche da disputarsi fra club di diversi gruppi.
| Gruppo 1 | Gruppo 2 |
| --- | --- |
| - Boca Juniors - Independiente - Huracán - Argentinos Juniors - Banfield - Estudiantes (LP) - Colón (SF) - Newell's Old Boys - Aldosivi - Arsenal Sarandí - Atl. Tucumán - Godoy Cruz - Platense | - River Plate - Racing Club - San Lorenzo - Vélez Sarsfield - Lanús - Gimnasia (LP) - Unión (SF) - Rosario Central - Patronato - Defensa y Justicia - Central Córdoba (SdE) - Talleres (C) - Sarmiento (J) |

## Fase a gironi
Nella prima fase i club sono divisi in due gironi da 13 squadre ciascuno e si sfidano in un girone all'italiana di sola andata; inoltre viene disputato un ulteriore match contro il club rivale non presente nel proprio girone.
Le prime quattro classificate di ciascun gruppo accedono alla fase ad eliminazione diretta.

### Zona A
| Pos. | Squadra               | Pt | G  | V | N | P | GF | GS | DR  |
| ---- | --------------------- | -- | -- | - | - | - | -- | -- | --- |
| 1    | Colón (SF)            | 25 | 13 | 7 | 4 | 2 | 23 | 10 | +13 |
| 2    | Estudiantes (LP)      | 22 | 13 | 6 | 4 | 3 | 16 | 10 | +6  |
| 3    | River Plate           | 21 | 13 | 6 | 3 | 4 | 25 | 11 | +14 |
| 4    | Racing Club           | 21 | 13 | 6 | 3 | 4 | 14 | 12 | +2  |
| 5    | San Lorenzo           | 21 | 13 | 6 | 3 | 4 | 16 | 16 | 0   |
| 6    | Banfield              | 20 | 13 | 5 | 5 | 3 | 14 | 12 | +2  |
| 7    | Argentinos Juniors    | 19 | 13 | 5 | 4 | 4 | 14 | 11 | +3  |
| 8    | Rosario Central       | 18 | 13 | 5 | 3 | 5 | 16 | 18 | -2  |
| 9    | Central Córdoba (SdE) | 17 | 13 | 4 | 5 | 4 | 14 | 17 | -3  |
| 10   | Godoy Cruz            | 15 | 13 | 4 | 3 | 6 | 18 | 24 | -6  |
| 11   | Platense              | 14 | 13 | 4 | 2 | 7 | 12 | 19 | -7  |
| 12   | Arsenal Sarandí       | 12 | 13 | 3 | 3 | 7 | 11 | 23 | -12 |
| 13   | Aldosivi              | 11 | 13 | 3 | 2 | 8 | 15 | 21 | -6  |

### Zona B
| Pos. | Squadra            | Pt | G  | V  | N | P | GF | GS | DR  |
| ---- | ------------------ | -- | -- | -- | - | - | -- | -- | --- |
| 1    | Vélez Sarsfield    | 31 | 13 | 10 | 1 | 2 | 23 | 13 | +10 |
| 2    | Boca Juniors       | 22 | 13 | 6  | 4 | 3 | 22 | 12 | +10 |
| 3    | Independiente      | 20 | 13 | 6  | 2 | 5 | 16 | 10 | -+6 |
| 4    | Talleres (C)       | 20 | 13 | 5  | 5 | 3 | 19 | 16 | +3  |
| 5    | Lanús              | 19 | 13 | 6  | 1 | 6 | 18 | 18 | 0   |
| 6    | Unión (SF)         | 19 | 13 | 4  | 7 | 2 | 12 | 14 | -2  |
| 7    | Atl. Tucumán       | 18 | 13 | 5  | 3 | 5 | 24 | 20 | +4  |
| 8    | Gimnasia (LP)      | 15 | 13 | 3  | 6 | 4 | 15 | 20 | -5  |
| 9    | Huracán            | 13 | 13 | 2  | 7 | 4 | 14 | 17 | -3  |
| 10   | Patronato          | 12 | 13 | 4  | 0 | 9 | 12 | 17 | -5  |
| 11   | Defensa y Justicia | 12 | 13 | 3  | 3 | 7 | 15 | 21 | -6  |
| 12   | Sarmiento (J)      | 12 | 13 | 2  | 6 | 5 | 10 | 19 | -9  |
| 13   | Newell's Old Boys  | 11 | 13 | 2  | 5 | 6 | 14 | 21 | -7  |

## Fase a eliminazione diretta
La seconda fase prevede un tabellone a eliminazione diretta a partire dai quarti di finale con le seguenti regole
- Nei quarti di finale gioca in casa la squadra meglio classificata nella fasa a gironi;
- La semifinale viene giocata in campo neutro ed in caso di parità si procede subito con i tiri di rigore;
- La finale viene giocata in campo neutro ed in caso di parità si procede prima con i tempi supplementari, ed in caso di persistente parità con i tiri di rigore.

### Tabellone
|  | Quarti di finale | Quarti di finale | Quarti di finale |              |               | Semifinale    | Semifinale | Semifinale |  |  | Finale | Finale | Finale |  |
|  |                  |                  |                  |              |               |               |            |            |  |  |        |        |        |  |
|  | Estudiantes (LP) | Estudiantes (LP) | 0 (1)            |              |               |               |            |            |  |  |        |        |        |  |
|  | Estudiantes (LP) | Estudiantes (LP) | 0 (1)            |              |               |               |            |            |  |  |        |        |        |  |
|  | Independiente    | Independiente    | 0 (4)            |              |               |               |            |            |  |  |        |        |        |  |
|  | Independiente    | Independiente    | 0 (4)            |              | Independiente | Independiente | 0          |            |  |  |        |        |        |  |
|  |                  |                  |                  |              | Independiente | Independiente | 0          |            |  |  |        |        |        |  |
|  |                  |                  | Colón (SF)       | Colón (SF)   | 2             |               |            |            |  |  |        |        |        |  |
|  | Colón (SF)       | Colón (SF)       | Colón (SF)       | Colón (SF)   | 2             | 1 (5)         |            |            |  |  |        |        |        |  |
|  | Colón (SF)       | Colón (SF)       |                  |              |               |               |            |            |  |  |        |        |        |  |
|  | Talleres (C)     | Talleres (C)     | 1 (3)            |              |               |               |            |            |  |  |        |        |        |  |
|  | Talleres (C)     | Talleres (C)     | 1 (3)            |              | Colón (SF)    | Colón (SF)    | 3          |            |  |  |        |        |        |  |
|  |                  |                  |                  |              |               |               |            |            |  |  |        |        |        |  |
|  |                  |                  | Racing Club      | Racing Club  | 0             |               |            |            |  |  |        |        |        |  |
|  | Vélez Sarsfield  | Vélez Sarsfield  | Racing Club      | Racing Club  | 0             | 1 (2)         |            |            |  |  |        |        |        |  |
|  | Vélez Sarsfield  | Vélez Sarsfield  |                  |              |               |               |            |            |  |  |        |        |        |  |
|  | Racing Club      | Racing Club      | 1 (4)            |              |               |               |            |            |  |  |        |        |        |  |
|  | Racing Club      | Racing Club      | 1 (4)            |              | Racing Club   | Racing Club   | 0 (4)      |            |  |  |        |        |        |  |
|  |                  |                  |                  |              | Racing Club   | Racing Club   | 0 (4)      |            |  |  |        |        |        |  |
|  |                  |                  | Boca Juniors     | Boca Juniors | 0 (2)         |               |            |            |  |  |        |        |        |  |
|  | Boca Juniors     | Boca Juniors     | Boca Juniors     | Boca Juniors | 0 (2)         | 0 (4)         |            |            |  |  |        |        |        |  |
|  | Boca Juniors     | Boca Juniors     |                  |              |               |               |            |            |  |  |        |        |        |  |
|  | River Plate      | River Plate      | 0 (2)            |              |               |               |            |            |  |  |        |        |        |  |

### Finale
| Arbitro: | Néstor Pitana |

|                                      |           |  |
| Aliendro 57’ Bernardi 71’ Castro 85’ | Marcatori |  |